# Železniško postajališče Globoko
Železniško postajališče Globoko je eno izmed železniških postajališč v Sloveniji, ki oskrbuje bližnje naselje Globoko.